# Tenguella ceylonica
Tenguella ceylonica is een slakkensoort uit de familie van de Muricidae. De wetenschappelijke naam van de soort is voor het eerst geldig gepubliceerd in 1923 door Dall.